# مهری‌گل تورسون
مهری‌گل تورسون ( اویغوری: مېھرىگۈل تۇرسۇن ؛ زاده ۲۸ دسامبر ۱۹۸۹) ، زندانی عقیدتی سابق و فعال مسلمان اویغور است. تورسون یکی از زندانیان شناخته‌شده اردوگاه‌های آموزش مجدد در استان مسلمان‌نشین سین‌کیانگ چین است. تورسون پس از فرار از چین، به رسانه‌ها و مجامع حقوق‌بشری گفت که به اجبار در کمپ‌های بازآموزی چین نگه‌داری می‌شده و یکی از پسرانش در درون این کمپ‌ها به شکل مرموزی کشته شد. اگرچه در واکنش وزارت امورخارجه جمهوری خلق چین، ادعاهای تورسون را رد كرد و روایت خودش را از این وقايع ارائه داد.

## لینک های خارجی
- زن اویغور شکنجه را در اردوگاه های "آموزش حرفه ای" سین کیانگ چین توصیف می کند
- کمیک رایگان: آنچه برای من اتفاق افتاده است